# 志方勢七
志方 勢七（しかた せいしち、1860年11月6日（万延元年9月24日）- 1921年（大正10年）9月25日）は、日本の実業家。摂津製油（現・セッツ）社長や、日本綿花（現・双日）社長を務めた。

## 人物・経歴
兵庫県出身。大阪初の小学校である西大組第六番校（のちの靱小学校）に学び、同窓に金沢仁作、大林芳五郎、田中市太郎らがいた。摂津製油（現・セッツ）社長に就任し、1896年の大阪瓦斯設立時には発起人を務めた。1907年に箕面有馬電気軌道（現・阪急電鉄）が設立されると同社取締役に就任。同年豊田佐吉の豊田式織機（現・豊和工業）設立に際して発起人となり、設立後には取締役に就任。1910年からは日本綿花（現・双日）社長を務め、フォートワース、青島市、天津市での出張所開設などを進めた。1920年大同電力取締役。日本水力取締役、日本火災保険（現・損害保険ジャパン）取締役、泉尾綿毛製紙会長、和泉紡績取締役等も歴任した。死後邸宅を改装して大阪星ヶ岡茶寮が作られた。